# Agis III van Sparta
Agis III (Grieks: Ἆγις) was van 338 tot 330 v.Chr. koning van Sparta, uit het huis van de Eurypontiden. Hij was de opvolger van Archidamos III.
Na de nederlaag van de Griekse coalitie bij Chaeronea in 338 tegen Philippus II van Macedonië, nam Agis III de organisatie van het verzet der Griekse stadstaten tegen Macedonië verder op zich, vooral tijdens de expeditie van Alexander de Grote in Perzië. 
Met de financiële steun van Perzië verzamelde hij een leger van huurlingen, die na de slag bij Issus kwamen toegestroomd, en daarmee voerde hij met succes een strijd, eerst op Kreta, daarna in de Peloponnesos, waar hij van enkele staten hulp kreeg. Athene, onder de morele leiding van de "Realpolitiker" Demosthenes, hield zich afzijdig, evenals Megalopolis, Messenië en Argos. Na de overwinning op Megalopolis werd hij geconfronteerd met de veel grotere overmacht van Antipater. Toen Agis III hierbij sneuvelde, betekende zijn dood het absolute einde van het gewapende verzet van Griekenland tegen Alexander de Grote.